# Peptidkötés

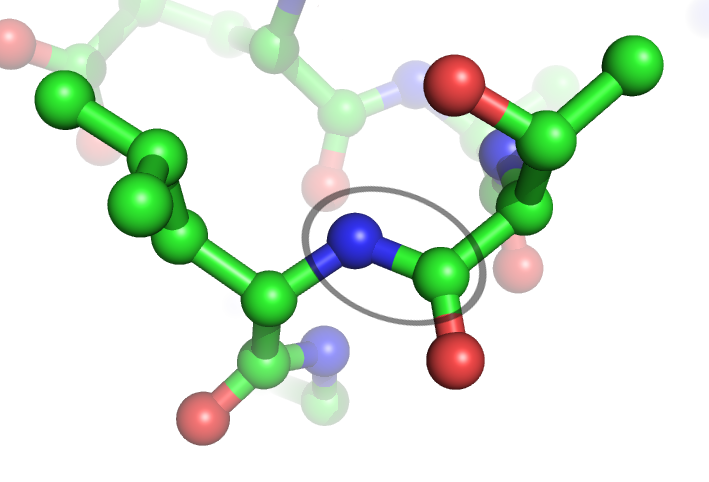
Peptidkötés

Két aminosav peptidkötéssel kapcsolódhat össze. Általában egy aminosav-molekula karboxilcsoportjából és egy másik aminosav-molekula aminocsoportjából vízkilépéssel (kondenzáció) keletkezik. Eredménye erős, kovalens kötéssel összekapcsolt dipeptid. Ebből polipeptid lánc lehet. A peptidkötések hidrolízissel felszakíthatók, így aminosavakra bonthatók. Megtalálható a nukleinsavakban gyűrűs amidok formájában, a fehérjékben és a szintetikus műszálak bizonyos típusában (poliamidok).

Peptidkötés kialakulása aminosavak között